# Konstantin Mexis
Konstantin Mexis (auch: Constantin Filotas Mexis) (* 17. Mai 1913 in Triest, Cisleithanien; † 26. Januar 1983 in Mödling bei Wien, Österreich) war ein griechisch-österreichischer Pianist der klassischen und zeitgenössischen Musik sowie Klavierpädagoge.

## Biografie

### Kindheit und Jugend (1913–1927)
Mexis war das dritte Kind von Eriphylli Mexis (geb. Boukovalla) (1884–1952) und Michele Mexis (1871–1941). Der Vater Michele stammte aus Thessaloniki und war Kaufmann bei der griechischen Handelskammer.
Aufgrund der politischen und militärischen Zuspitzungen im Ersten Weltkrieg flüchtete die Familie nach Lugano im Kanton Tessin.

1919 wurde der Wohnsitz nach Zürich verlegt, 1920 nach Lausanne (Kanton Waadt). Er besuchte von 1919 bis 1922 die Grundschule. Mitte 1922 übersiedelte die Familie nach Perchtoldsdorf bei Wien.
Hier begann mit neun Jahren sein erster Klavierunterricht bei Robert Teibler. Nach Abschluss der Volksschule Perchtoldsdorf absolvierte er die öffentlichen Knaben-Bürgerschule 1927 in Perchtoldsdorf. Auf dringende Empfehlung seines damaligen Klavierlehrers Teibler wurde er zum Schuljahr 1927/28 in die Akademie für Musik und darstellende Kunst in Wien aufgenommen.

### Musikalischer Werdegang (1927–1940)
Mit 14 Jahren begann Mexis 1927 das Musikstudium an der Akademie für Musik und darstellende Kunst in Wien (heute: Universität für Musik und darstellende Kunst Wien) zunächst bei den Professoren Josef Saphier und Josef Meyer. Nach Ablegung der Reifeprüfung mit vorzüglichem Erfolg wurde ihm 1931 das Zeugnis erlangter künstlerischer Reife zuerkannt.
Nach Absolvierung der Spezialklasse bei Franz Schmidt wurde er in dessen Meisterklasse aufgenommen. Er zählte zu den besten Schülern und schloss 1934 mit dem Diplom in der Meisterklasse ab.
Während der Studienzeit in der Akademie gab Mexis Solo- und Orchesterkonzerte, welche damals Aufmerksamkeit und Anerkennung fanden sowie mehrmals mit Preisen ausgezeichnet wurden. Besonders zu nennen sind hier bspw. sein erster Auftritt als 14-Jähriger mit der Glazunov Sonate No. 1, Op. 74 sowie sein erstes Orchesterkonzert mit 17 Jahren mit dem Klavierkonzert Nr. 1 Es-Dur von Franz Liszt.
Weiterführende Studien fanden unter den Professoren Emil von Sauer und Paul Weingarten statt.

### Lehrtätigkeit (1940–1983)
Zwischen 1940 und 1941 war Mexis auch Lehrkraft für Klavier an Akademie für Musik und darstellende Kunst in Wien. Aufgrund der sich häufenden Auftritte konnte er diese Tätigkeit zeitlich jedoch nicht mehr weiter ausüben. Wenn es sein Terminplan erlaubte, gab er jedoch weiterhin bis zu seinem Tod jungen Menschen Privatunterricht. Zu seinen Schülern gehörte der Orchesterdirigent und spätere Professor für Gehörbildung an der Münchner Musikhochschule Andreas Puhani (* 1973).

### 1940 bis 1983

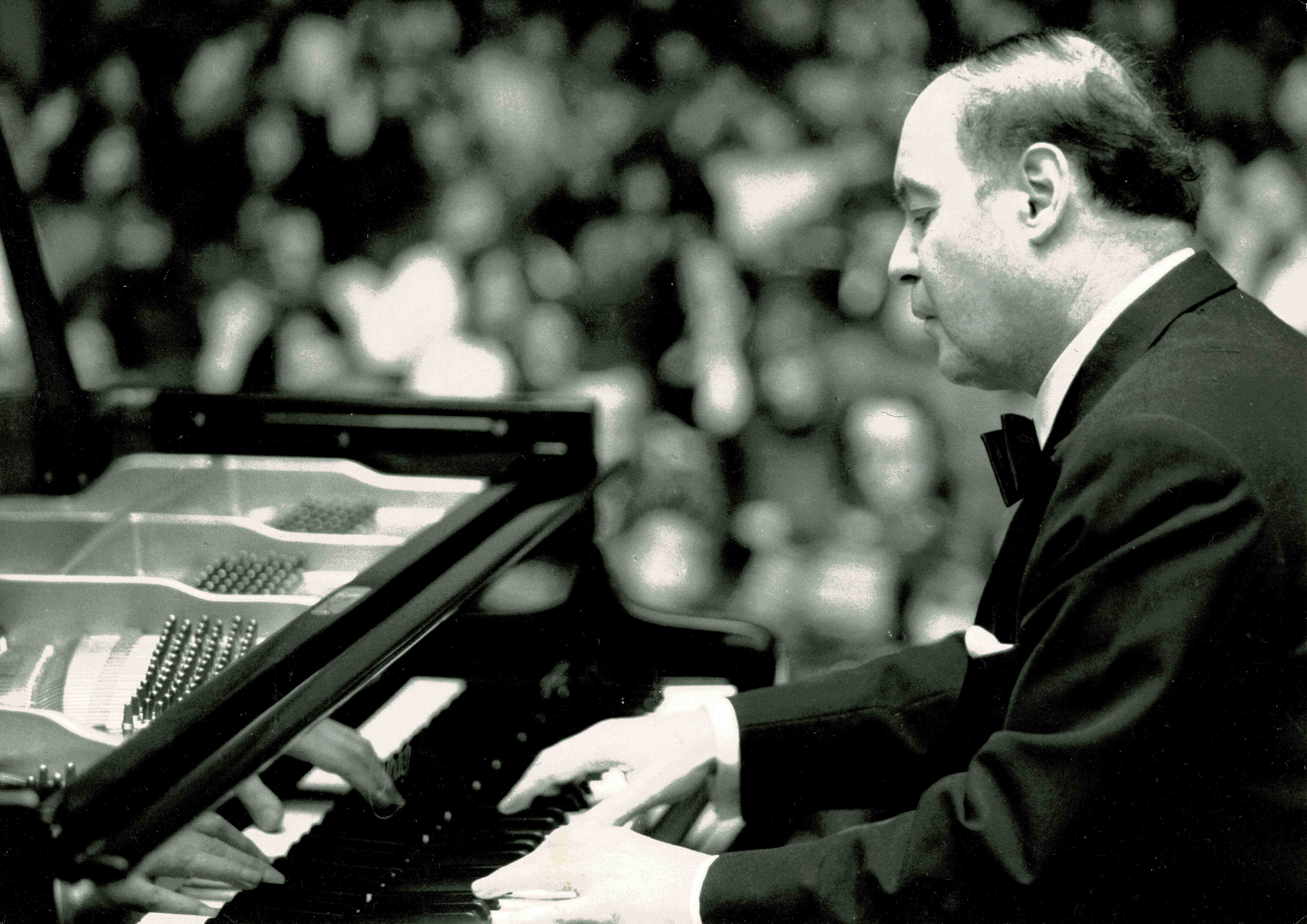
Konstantin Mexis, Zürich am 16. und 17. Dez. 1974

Die ersten Konzerte nach den mehrjährigen Studien führten Mexis in der ersten Hälfte der 1940er Jahre  durch Österreich:

Im April 1940 fand der erste öffentliche Konzertabend im Wiener Schubertsaal statt. Der Kritiker Bruno Prohaska, der Musikberichterstatter der Tageszeitung Das Kleine Blatt, würdigte Mexis: „Der griechische Pianist Konstantin Mexis …der im Schubert-Saale erstmalig mit einem eigenen Abend vor das Wiener Publikum trat, hat einen guten Eindruck hinterlassen. Die Technik des Künstlers ist außerordentlich, die Kraft seines Anschlages und die Wucht seiner Gestalt lassen aufhorchen. Man wird den Künstler gern wieder in Wien hören.“

Es folgten weitere Auftritte in Wien und den Wiener Bezirken sowie in Linz und Graz.
Kurz vor Kriegsende verübten NS-Angehörige in der Strafanstalt Stein am 7. April 1945 ein Massaker an den dort Inhaftierten. Der damals bei diesem Massenmord Hingerichteten gedachten griechische Künstler, unter ihnen auch Mexis, bei einer Trauerfeier in der Strafanstalt Krems/Stein im August 1946.
In der Schweiz debütierte Mexis am 21. März 1947 im Kammermusiksaal Zürich.

Mexis um 1965

Konzerttourneen führten Mexis u. a. nach Paris, London, Wien, Salzburg, Prag, Budapest, Luzern, Zürich, Bern, München, Athen, Saloniki, aber auch kleinere Städte besuchte er häufig. Auch Perchtoldsdorf vergaß er nicht und konzertierte dort oft.

### Privates
Mexis, war bis 1960 griechischer und danach österreichischer Staatsbürger.

Er gehörte der griechisch-orthodoxen Kirche an.
Er hatte in den 1950er Jahren eine Beziehung mit der Krankenschwester Anna Weitz aus Wien. Der gemeinsame Sohn ist der Violinist Konstantin Weitz, wohnhaft in Österreich und Finnland (* 1954).

1964 heiratete Mexis die Kinderärztin Elsemarie Mexis (* 1931); beide hatten zwei Kinder. In Aufham (heute Anger), Deutschland, fand er seinen neuen Wohnsitz.
Er war als Appassionatos – in Anlehnung an die Appassionata von Beethoven – Mitglied der Schlaraffenvereinigung Hala Bavarica in Bad Reichenhall.
Mexis ist auf dem Friedhof der Pfarrkirche St. Jakobus in Gemeinde Anger begraben.

## Aufnahmen und Werke

### Aufnahmen
Aufnahmen des ORF zur Konzertstunde am 15. Februar 1968 im Hörfunkprogramm Österreich 1 mit Joseph Haydns Sonate F-Dur (HV XVI/23).
Weitere Aufnahmen, zwischen 1960 und 1970 im Radioprogramm des ORF gespielt. Darunter Aufnahmen aus dem Manhattan Center, New York City, USA (Verlag Chester), in der Sowjetunion (Verlag Belaieff), in Frankreich (Verlage Durand und Heugel) und in Großbritannien (Verlag Simrock).

### Eigene Werke
- 1925/26: Phantasie in F-Dur (verschollen)[2]
- 1940er Jahre: Sonate in b-Moll[2]
- 1954: Scherzo in F-Dur[2]
- 1955: Vision! Traum! in Des-Dur[2]
- 1950er Jahre: In Des-Dur (ohne Titel, fragmentarisch)[2]

## Auszeichnungen und Ehrungen
- 1957: Förderpreis durch den Wiener Kunstfonds[19][20]
- 1969: Verleihung des Titels Professor durch den Bundespräsidenten[21]
- 1970: Verleihung der Ehrenplakette und Ehrenzeichen für Verdienste um die Marktgemeinde Perchtoldsdorf[22]
- 1974: Verleihung des Silbernen Ehrenzeichens für Verdienste um das Bundesland Niederösterreich[23]
- 1974: Verleihung des Silbernen Ehrenzeichens für Verdienste um die Republik Österreich durch den Bundespräsidenten[24]
- 1975: Verleihung der Ehrenplakette in Gold für Verdienste um die Marktgemeinde Perchtoldsdorf[25]